# FC Sheriff Tiraspol

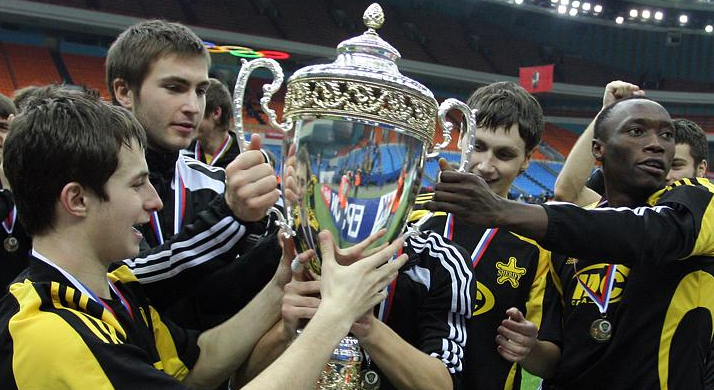
Bekerwinnaar van 2009

Fotbal Club Sheriff is een Moldavische voetbalclub uit de stad Tiraspol, gelegen in de afvallige regio Transnistrië. De club werd in 1997 opgericht met de naam Tiras Tiraspol, promoveerde in 1998 naar het hoogste niveau en werd tien jaar (2001–2010) onafgebroken landskampioen. Ook won het in deze periode zes keer de nationale beker, zes keer de nationale supercup en werd tweemaal de GOS-beker gewonnen. In het seizoen 2021/22 werd FC Sheriff Tiraspol de eerste Moldavische club ooit die wist door te dringen tot de groepsfase van de UEFA Champions League.  De club speelt zijn wedstrijden in het Sheriffstadion, waar een capaciteit is van 12.746 zitplaatsen.

## Erelijst
Nationaal
- Divizia Națională (20x): 2001, 2002, 2003, 2004, 2005, 2006, 2007, 2008, 2009, 2010, 2012, 2013, 2014, 2016, 2017, 2018, 2019, 2021, 2022, 2023
- Cupa Moldovei (13x) : 1999, 2001, 2002, 2006, 2008, 2009, 2010, 2015, 2017, 2019, 2022, 2023, 2025
- Supercupa Moldovei ¹ (7x): 2003, 2004, 2005, 2007, 2013, 2015, 2016
- Divizia "A": 1998

¹ In 2006, 2008, 2009, 2010 en 2017 won Sheriff de dubbel en werd de supercup niet gespeeld
Internationaal
- GOS-beker: 2003, 2009

## Eindklasseringen vanaf 1997
| 1 |

| 1 |

| 4 |

| 2 |

| 1 |

| 1 |

| 1 |

| 1 |

| 1 |

| 1 |

| 1 |

| 1 |

| 1 |

| 1 |

| 2 |

| 1 |

| 1 |

| 1 |

| 3 |

| 1 |

| 1 |

| 1 |

| 1 |

| 1 |

| 1 |

| 1 |

| 1 |

| 2 |

| 2 |

| Divizia Națională | Divizia A | Divizia B |

## In Europa
FC Sheriff Tiraspol speelt sinds 1999 in diverse Europese competities. Hieronder staan de competities en in welke seizoenen de club deelnam:
- UEFA Champions League (22x)

2001/02, 2002/03, 2003/04, 2004/05, 2005/06, 2006/07, 2007/08, 2008/09, 2009/10, 2010/11, 2012/13, 2013/14, 2014/15, 2016/17, 2017/18, 2018/19, 2019/20, 2020/21, 2021/22, 2022/23, 2023/24
- UEFA Europa League (16x)

2009/10, 2010/11, 2011/12, 2012/13, 2013/14, 2014/15, 2015/16, 2017/18, 2018/19, 2019/20, 2020/21, 2021/22, 2022/23, 2023/24, 2024/25, 2025/26
- Conference League (3x)

2022/23, 2024/25, 2025/26
- UEFA Cup (2x)

1999/00, 2000/01
2009/10 UEFA Europa League
In eerste instantie werden ze in de play off ronde van de UEFA Champions League uitgeschakeld door Olympiakos Piraeus (3–0). Omdat het een play-off ronde betrefte, gingen ze verder in de UEFA Europa League en daarmee kwalificeerde Sheriff Tiraspol zich voor het eerst voor de groepsfase van een Europese competitie. In de groepsfase belandde de ploeg in Groep H en werden gelinkt aan Steaua Boekarest, Fenerbahçe en FC Twente. De ploeg kon niet overwinteren en eindigde na zes wedstrijden met vijf punten op de derde plaats in de groep. 
2010/11 UEFA Europa League
Sheriff Tiraspol bereikte opnieuw de play-off ronde van de UEFA Champions League, maar weer slaagde het niet om de groepsfase te bereiken. De ploeg werd ditmaal uitgeschakeld door FC Basel (4–0). Het kwalificeerde zich opnieuw voor de groepsfase van de UEFA Europa League. De ploeg belandde in Groep E en werd gelinkt aan AZ, Dinamo Kiev en BATE Borisov. De ploeg slaagde er opnieuw niet in om te overwinteren en eindigde na zes wedstrijden met vijf punten op de vierde plaats in de groep. 
2013/14 UEFA Europa League
Na een uitschakeling in de derde kwalificatieronde van UEFA Champions League tegen Dinamo Zagreb (4–0), ging het verder in de play-off ronde van de UEFA Europa League. In de play-off ronde wist het FK Vojvodina uit te schakelen (3–2). De ploeg kwalificeerde zich weer voor de groepsfase van de UEFA Europa League. De ploeg belandde in Groep K en werd gelinkt aan Tottenham Hotspur, Anzji Machatsjkala en Tromsø. De ploeg slaagde er niet in om te overwinteren en eindigde na zes wedstrijden met zes punten op de derde plaats in de groep.
2017/18 UEFA Europa League
Na een uitschakeling in de derde kwalificatieronde van de UEFA Champions League tegen FK Qarabağ (2–1), ging het verder in de play-off ronde van de UEFA Europa League. In de play-off ronde wist het Legia Warschau via uitdoelpunten uit te schakelen en zo kwalificeerde de ploeg zich voor de vierde keer in de geschiedenis voor de UEFA Europa League. De ploeg belandde in Groep F en werd gelinkt aan FC Kopenhagen, Lokomotiv Moskou en FC Fastav Zlín. De ploeg slaagde er niet in om te overwinteren en eindigde na zes wedstrijden met negen punten, hetzelfde aantal als FC Kopenhagen, Sheriff Tiraspol eindigde uiteindelijk op de derde plaats, omdat het onderling resultaat in het voordeel was van FC Kopenhagen. 
2021/22 UEFA Champions League
Sheriff Tiraspol begon in de eerste kwalificatieronde van de UEFA Champions League. In de eerste ronde schakelde het KS Teuta Durrës uit (5–0), in de tweede ronde schakelde het FA Alasjkert uit (4–1), in de derde ronde wist het Rode Ster Belgrado uit te schakelen (2–1). In de play-off ronde moest de ploeg het opnemen tegen Dinamo Zagreb. In deze ronde wist het te verrassen en schakelde het de Kroatische ploeg uit (3–0). Hiermee wist Sheriff Tiraspol zich voor het eerst in de geschiedenis te kwalificeren voor de UEFA Champions League en het werd daarmee ook de allereerste ploeg uit Moldavië in de groepsfase van de UEFA Champions League. Hier werd het ingedeeld met Real Madrid, Inter Milaan en FK Sjachtar Donetsk. Tegen Sjachtar Donetsk pakte de ploeg verrassend de winst. Op 28 september 2021 zorgde Sheriff Tiraspol voor een zeer grote stunt door met 1–2 te winnen van de Spaanse recordkampioen Real Madrid. Hierdoor sloot de Moldavische club de groepsfase af als nummer drie en mocht het doorspelen in de knock-out fase van de Europa League. Hierin verloor het over twee wedstrijden van het Portugese SC Braga, zij het pas na strafschoppen.

## Bekende (oud-)speler
- Serghei Belous
- Fred Benson
- Davit Mujiri
- José Ferreira Nadson
- Aras Özbiliz
- Kay Tejan

Bălți ·
FC Dacia Buiucani ·
Milsami ·
Petrocub · 
Politehnica Chișinău ·
Sheriff · 
CSF Spartanii Sportul ·
Zimbru